# ميخائيل راي (ملحن)
ميخائيل راي (بالإنجليزية: Michael Ray)‏ هو عازف جاز وملحن أمريكي، ولد في 24 ديسمبر 1952 في ترنتون في الولايات المتحدة.

## وصلات خارجية
- ميخائيل راي على موقع ميوزك برينز (الإنجليزية)
- ميخائيل راي على موقع أول ميوزيك (الإنجليزية)
- ميخائيل راي على موقع ديسكوغز (الإنجليزية)